# Fracción de masa
La fracción de masa {\displaystyle w_{i}} es la fracción de una sustancia de masa  {\displaystyle m_{i}} con respecto a la masa total de una mezcla {\displaystyle m_{\rm {tot}}}:
{\displaystyle w_{i}={\frac {m_{i}}{m_{\rm {tot}}}}}
La suma de las fracciones de masa es igual a 1:
{\displaystyle m_{\rm {tot}}=\sum _{i=1}^{N}m_{i};\qquad \sum _{i=1}^{N}w_{i}=1}

## Concentración porcentual en peso
Dado que es realmente la masa lo que estamos midiendo, a partir de los últimos años se denomina porcentaje masa/masa (m/m). Es una forma de expresar la concentración de las soluciones.
Se define como la masa de soluto en 100 g de solución (es lo mismo que % m/m).

### Ejemplo
Al disolver 60 g de un soluto X en 90 gramos de agua, la solución tendría una concentración igual a 40% p/p = 60/(90 + 60)*100. Esto quiere decir que hay 40 g de soluto por cada 100 gramos de solución.

## Número de mol
- n es la cantidad de sustancia (en moles) presente en una masa m:

{\displaystyle n={\cfrac {m}{M}}}
donde m es la masa en gramos y M la masa molar en g/mol.

## Molalidad
La molalidad (m) es el número de mol de soluto que contiene un kilogramo de disolvente.
Para preparar disoluciones de una determinada molalidad, no se emplea un matraz aforado como en el caso de la molaridad, sino que se puede hacer en un vaso de precipitados y pesando con una balanza analítica, previo peso del vaso vacío para poderle restar el correspondiente valor.
La principal ventaja de este método de medida respecto a la molaridad es que como el volumen de una disolución depende de la temperatura y de la presión, cuando estas cambian, el volumen cambia con ellas. Gracias a que la molalidad no está en función del volumen, es independiente de la temperatura y la presión, y puede medirse con mayor precisión.
Es menos empleada que la molaridad pero igual de importante.